# André Morellet

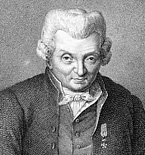
André Morellet

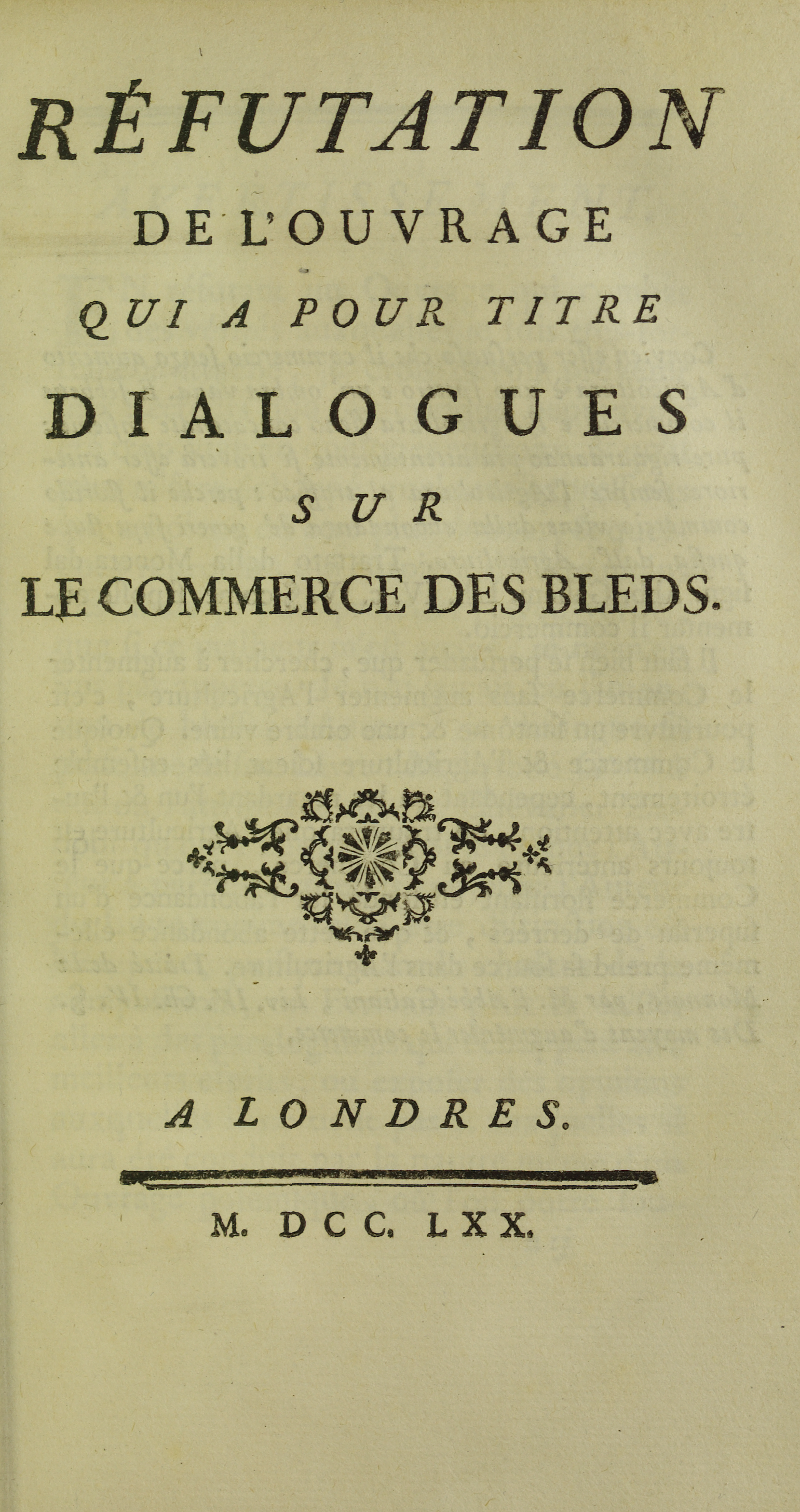
Réfutation de l’ouvrage qui a pour titre Dialogues sur le commerce des bleds, 1770

André Morellet (* 7. März 1727 in Lyon; † 12. Januar 1819 in Paris) war ein französischer Ökonom, Enzyklopädist und Schriftsteller, einer der letzten der philosophes der Aufklärung.
Morellet wurde zunächst von den Jesuiten in Lyon, später an der Sorbonne ausgebildet. Voltaire nannte ihn wegen seines schlagfertigen und beißenden Witzes L’Abbé Mords-les. Seine bedeutendsten Werke sind ein kurzes Pamphlet als Erwiderung auf Palissots skurriles Stück Les Philosophes (was ihm einen kurzen Aufenthalt in der Bastille verschaffte, wegen angeblicher Verleumdung von Palissots Gönnerin, der Prinzessin Robeck), und eine Antwort auf Ferdinando Galianis Commerce des blês (1770). Der Aufklärer gehörte dem Salon der Madame Geoffrin an, beteiligte sich an einer Eloge auf sie und gab ihre Werke heraus. Auch bei Paul Henri Thiry d’Holbach und in dessen Kreis, der Coterie holbachique war er häufig zu Gast.
Später betätigte er sich in quasi-diplomatischen Beziehungen zu englischen Staatsmännern. 1785 wurde er pensioniert und in die Académie Française aufgenommen. Ein Jahr vor seinem Tod veröffentlichte er vier Bände von Mélanges de littérature et de philosophie du XVIII siècle, im Wesentlichen zusammengestellt aus seinen früheren Publikationen. Nach seinem Tod erschienen seine wertvollen Mémoires sur le XVIIIe siècle et la Révolution (1821).

## Werke (Auswahl)
- Théorie du paradoxe (1775)
- Éloges de Madame Geoffrin, contemporaine de Madame du Deffand, par MM. Morellet, Antoine Léonard Thomas (1732–1785) et d’Alembert, suivis de lettres de Mme Geoffrin et à Mme Geoffrin, et d’un Essai sur la conversation (1818)
- Mélanges de littérature et de philosophie du XVIIIe (1818)
- Mémoires de l’abbé Morellet, de l’Académie française, sur le dix-huitième siècle et sur la Révolution (1821). Réédition : Mercure de France, Paris, 1988. Texte en ligne (extraits annotés) : c18.net
- Lettres inédites de l’abbé Morellet, sur l’histoire politique et littéraire des années 1806 et 1807, pour faire suite à ses Mémoires (1822)